# ميشطة حريرية
ميشطة حريرية (الاسم العلمي:Anogeissus sericea) هي نوع من النباتات يتبع جنس الميشطة من الفصيلة القمبريطية.